# 제10회 골든 글로브상
제10회 골든 글로브상은 1952년 상영된 영화 중 가장 뛰어난 영화를 수상하기 위해 1953년 2월에 열린 시상식이다. 미국,엠버서더 호텔에서 개최되었다.

## 수상 및 후보

### 세실 B. 데밀 상
- 월트 디즈니 수상

### 작품상-드라마
- 지상 최대의 쇼 - 세실 B. 데밀 수상
- 사랑하는 시바여 돌아오라 - 다니엘 만
- 해피 타임 - 리처드 플레이셔
- 하이 눈 - 프레드 진네만
- 도둑 - 러셀 라우스

### 여우주연상-드라마
- 사랑하는 시바여 돌아오라 - 셜리 부스 수상
- 나의 사촌 레이첼 - 올리비아 드 하빌랜드
- 서든 피어 - 조안 크로포드

### 남우주연상-드라마
- 하이 눈 - 게리 쿠퍼 수상
- 해피 타임 - 샤를르 보와이에
- 도둑 - 레이 밀랜드

### 작품상-뮤지컬코미디
- 내 마음 속의 노래와 - 월터 랭 수상
- 안데르센 - 찰스 비더
- 아윌 씨 유 인 마이 드림스 - 마이클 커티즈
- 사랑은 비를 타고 - 진 켈리 외
- 스타 앤 스트립 포에버 - 헨리 코스터

### 여우주연상-뮤지컬코미디
- 내 마음 속의 노래와 - 수잔 헤이워드 수상
- 몽키 비지니스 - 진저 로저스
- 팻과 마이크 - 캐서린 헵번

### 남우주연상-뮤지컬코미디
- 사랑은 비를 타고 - 도널드 오코너 수상
- 안데르센 - 대니 케이
- 스타 앤 스트립 포에버 - 클리프톤 웹

### 여우조연상
- 하이 눈 - 케이티 주라도 수상
- 배드 앤 뷰티 - 글로리아 그레이엄
- 혁명아 자파타 - 엘리아 카잔

### 남우조연상
- 마이 식스 컨빅츠 - 밀러드 미첼 수상
- 배드 앤 뷰티 - 길버트 롤랜드
- 해피 타임 - 커트 카스즈너

### 감독상
- 지상 최대의 쇼 - 세실 B. 데밀 수상
- 해피 타임 - 리처드 플레이셔
- 말 없는 사나이 - 존 포드

### 각본상
- 다섯 손가락 - 마이클 윌슨 수상
- 하이 눈 - 칼 포먼
- 도둑 - 클라렌스 그린

### 음악상
- 하이 눈 - 디미트리 티옴킨 수상
- 아이반호 - 마이클로스 로자
- 말 없는 사나이 - 빅터 영